# Касимов Алібай
Алібай Касимов (1916, місто Ходжент, тепер Худжанд, Таджикистан — 2 березня 1990, місто Душанбе, тепер Таджикистан) — радянський таджицький державний діяч, секретар ЦК КП Таджикистану. Депутат Верховної ради Таджицької РСР 4—5-го скликань. Депутат Верховної Ради СРСР 6-го скликання (в квітні—вересні 1962 року).

## Життєпис
Народився в селянській родині.
У 1938—1940 роках — заступник старшого агронома; завідувач контрольно-насіннєвої лабораторії Ленінабадського бавовноочисного заводу Таджицької РСР.
З 1940 до 1945 року служив у Червоній армії, учасник німецько-радянської війни.
Член ВКП(б) з 1943 року.
У 1945—1946 роках — директор державного плодорозсадника в Шахринауському районі Таджицької РСР.
У 1946—1947 роках — заступник завідувача сільськогосподарського відділу Сталінабадського обласного комітету КП(б) Таджикистану.
У 1947—1953 роках — директор Таджицької середньої сільськогосподарської школи з підготовки голів колгоспів.
З червня до жовтня 1953 року — 1-й секретар Душанбинського районного комітету КП Таджикистану.
У 1953—1955 роках — 1-й секретар Джилікульського районного комітету КП Таджикистану.
У 1955—1956 роках — відповідальний організатор відділу партійних органів ЦК КП Таджикистану.
У 1956—1960 роках — 1-й секретар Кіровабадського (Пянджського) районного комітету КП Таджикистану.
3 серпня 1960 — 18 серпня 1961 року — секретар ЦК КП Таджикистану.
У 1961—1962 роках — 1-й секретар Курган-Тюбинського міського комітету КП Таджикистану.
У вересні 1962 року відкликаний виборцями Курган-Тюбинського виборчого округу № 287 Ради Національностей СРСР «як такий, що не виправдав довіри виборців».
Подальша доля невідома.
Помер 13 березня 2009 року в місті Душанбе.

## Нагороди та звання
- два ордени Вітчизняної війни ІІ ст.
- орден Червоної Зірки
- три ордени «Знак Пошани»
- медаль «За трудову доблесть»
- медалі
- три Почесні грамоти Президії Верховної ради Таджицької РСР